# Tuberocephalus sakurae
Tuberocephalus sakurae är en insektsart som först beskrevs av Matsumura 1917.  Tuberocephalus sakurae ingår i släktet Tuberocephalus och familjen långrörsbladlöss. Inga underarter finns listade i Catalogue of Life.